# Țara Moților
Țara Moților (Duits: Motzenland, Hongaars: Mócföld), ook bekend als Țara de Piatră ("Het steenland") is een etnografische regio in Roemenië in het Apusenigebergte. Door het gebied stromen de rivieren de Arieș en de Crişul Alb. Het gebied is gelegen in delen van de districten Alba, Arad, Bihor, Cluj en Hunedoara. Verder ligt er het Natuurpark Apuseni.
De inwoners van Țara Moților's zijn bekend als "moți" (Duits: Motzen, Hongaars: mócok). De Motzen leven in verspreide gehuchten tot hoogten van 1400 meter. Dit betekent dat de Motzendorpjes het hoogst bewoonde gebied vormen van Roemenië.  Het 'Țara Moților' begint bij Bistra, vlak voor Câmpeni, voorheen Topani genoemd door de Motzen of Topesdorf door de Oostenrijkers.  Deze wordt beschouwd als de traditionele ´hoofdstad´ van het gebied.

## Etymologie en geschiedenis
De term "Țara" betekent letterlijk "land" (Latijn : terra); anders dan gebieden zoals Țara Bârsei, Țara Oașului, Țara Făgărașului, Țara Hațegului, Țara Zărandului en Maramureș, heeft het geen politieke, sociale of administratieve status. Het is een archaische term die refereert aan een omsloten gebied tussen de Karpaten. De regio heeft een lange geschiedenis van verzet en gevechten voor politieke, economische en sociale rechten, met bewegingen als de boerenopstand van Horea, Cloșca en Crișan (1784–1785) en het Roemeense deel van de Transsylvaanse revolutie van 1848 die zijn oorsprong in dit gebied hebben.  